# Hannah Rampton Binfield
Hannah Rampton Binfield, ou Hannah R. Binfield, née en 1810 à Reading où elle meurt le 2 mai 1887, est une compositrice, organiste, harpiste et professeure britannique. 

## Formation
Née dans une famille de musiciens de Reading, elle est organiste à l'église St-Laurence, dans cette ville. 

## Œuvre
Elle compose des pièces pour concertina, piano, harpe et orgue, notamment Wintergrün : deuxième caprice pour piano, Souvenir des champs : deux airs pour piano, Children visiting the fairies, la cascatella pour piano, Rosalbina (caprice pour piano), ainsi que des chansons, comme le chant de Leucoia (dont le texte est écrit par Mme Henry Nelson Coleridge (en)), et Kindred love (texte de Mme Curties, morte à l'époque de la composition). 